# دوري الهوكي الوطني
دوري الهوكي الوطني أو NHL هو أشهر وأقوى بطولات هوكي الجليد في العالم، وهو أقدم دوري احترافي في هذه الرياضة، كما يعتبر من أهم الأحداث الرياضية في أمريكا الشمالية. تقام البطولة سنوياً بين 31 فريقاً من كندا والولايات المتحدة الأمريكية. يحصل الفريق الفائز بالدوري على كأس ستانلي.
بدأ دوري الهوكي الوطني في كندا في عام 1917، بعد خلاف بين الأندية في بطولة رابطة الهوكي الوطنية (NHA)، والذي كان قد تأسس في عام 1909. اليوم، يتشكل الدوري من 24 فريقاً أمريكياً بالإضافة إلى 7 فرق كندية. و يذكر أن الهوكي واحدة من الرياضات الشعبية بين الرياضات في الولايات المتحدة

## الفرق
- ناشفيل بريداتورز
- نيوجيرسي ديفلز
- نيويورك آيلاندرز
- نيويورك رينجرز
- أوتاوا سيناتورز
- فيلادلفيا فلايرز
- أريزونا كايوتيز
- بيتسبرغ بنغوينز
- سانت لويس بلوز
- سان خوسيه شاركس
- تامبا باي لايتنينج
- تورونتو ميبل ليفس
- فانكوفر كاناكس
- واشنطن كابيتالز
- وينيبيغ جيتس
- فريق سياتل (2021)

- أناهايم دكس
- بوسطن بروينز
- بافالو سيبرز
- كالغاري فليمز
- كارولاينا هريكينز
- شيكاغو بلاكهوكس
- كولورادو أفالانتش
- كولومبوس بلو جاكتس
- دالاس ستارز
- ديترويت رد وينجز
- إدمونتون أويلرز
- فلوريدا بانثرز
- لوس أنجلس كينغز
- مينيسوتا وايلد
- مونتريال كانيديينز
- فيغاس غولدِن نايتس

## وصلات خارجية
- الموقع الرسمي